# Store Torøje
Store Torøje (tidligere også stavet Store Taarøje) er en landsby på Sydsjælland beliggende i Smerup Sogn mellem Faxe og Store Heddinge i Faxe Kommune i Region Sjælland.
Byen nævnes i 1397 (Thorøwe), og blev udskiftet i 1829.
I byen ligger et skolemuseum i Prins Carls Skole, der blev opført i 1719, og er en af tre skoler som Frederik 4.'s søskende prins Carl og prinsesse Sophie Hedevig lod opføre for børn fra mindrebemidlede familier på godset Vemmetoftes jorder. Bygningen rummede både skolestue og bolig for læreren og hans familie. I 1916 blev skolen restaureret med midler fra Vemmetofte Kloster, og indrettet til museum.
Tidligere statsminister Viggo Kampmann døde i landsbyen i 1976.